# Родзянко Андрій Платонович
Андрі́й Плато́нович Родзя́нко  (3 (15) грудня 1839, Платонівка , Полтавська губернія, Російська імперія — рік смерті невідомий) — український піаніст.

## Біографія
Народився у с. Платонівка, тепер у складі с. Пузикове Глобинського району Полтавської області України.

Його батько, Платон Гаврилович, був предводителем дворянства у Хорольському повіті. І він, і його брат Аркадій Гаврилович були близькими знайомими Т.Шевченка.
У 1861 році Андрій Родзянко закінчив Київський університет.
Навчався гри на фортепіано у чеського піаніста Котляра, 1860 року удосконалював майстерність у Веймарі у Ф. Ліста.
Мистецтво Родзянка високо цінували О. Серов, О. Даргомижський. У кінці 1860-х років повернувся в Україну.

## Творчість
Концертував у Росії та в Україні: у Києві, Москві, Петербурзі.